# Salix fedtschenkoi
Salix fedtschenkoi — вид квіткових рослин із родини вербових (Salicaceae).

## Морфологічна характеристика
Це низький розлогий кущ до 30 см заввишки. Молоді гілки чорні, голі блискучі, старші часто з білуватими виділеннями. Листки на коротких ніжках; листкова пластина еліптична чи подовжено-обернено-яйцювата, у 1.5–4 рази довша за ширину, коротко загострена, гола, дещо запушена на жилках. Сережки ≈ 3 см завдовжки й ≈ 1 см ушир. Коробочка 5–6 мм завдовжки, гола.

## Середовище проживання
Афганістан, Казахстан, Таджикистан, Західні Гімалаї, Сіньцзян. Населяє долини.